# Dillinja
Dillinja (* 1975 in Brixton, London, bürgerlich Karl Francis) ist ein britischer Drum-and-Bass-DJ und Produzent, der auch unter den Pseudonymen Capone, Cybotron, D-Type, Suburban Knights und Trinity veröffentlichte. Dillinjas Produktionen erscheinen auf seinem eigenen Label Valve Recordings. Zuvor veröffentlichte er bereits auf Labels wie Metalheadz, FFRR Records und Mo’ Wax.

## Leben
Der in Brixton lebende Francis wurde in den frühen 1990er Jahren von der jungen Jungle-Szene zu ersten eigenen Breakbeat-Produktionen inspiriert. Seine ersten Produktionen nahm er 1991 auf und veröffentlichte in der Folge verschiedene Stücke auf kleineren Labeln wie zum Beispiel V Recordings. Im Jahr 1994 nahm er das Stück The Angels Fell für Goldies Metalheadz-Label auf, das dann auf der Compilation Platinum Breakz erschien und ihn erstmals einem größeren Publikum bekannt machte. Der englische Komiker und Schauspieler Sacha Baron Cohen verwendete den Track Twist’em out als Titelsong der Ali G Show. Dillinja veröffentlichte mehrfach mit seinem Freund und Labelkollegen Lemon D. In der Szene ist Dillinja weiterhin dafür bekannt, die weltweit erste speziell auf Drum and Bass zugeschnittene Musikanlage, das Valve Sound System, entworfen und gebaut zu haben. Dieses gilt wie auch Dillinjas Musik als besonders basslastig.

## Diskografie

### Alben
| Jahr         | Titel        | Höchstplatzierung, Gesamtwochen, AuszeichnungChartsChartplatzierungen (Jahr, Titel, Platzierungen, Wochen, Auszeichnungen, Anmerkungen) | Anmerkungen |
| Jahr         | Titel        | UK | Anmerkungen |
| ------------ | ------------ | --- | ----------- |
| als Dillinja |              | |             |
|              |              | |             |
| 2002         | Big Bad Bass | UK84 (1 Wo.)UK | mit Lemon D |

Weitere Alben
als Dillinja
- 2001: Dillinja Presents Cybotron
- 2004: My Sound

als Capone
- 2002: AKA The Original Master

### Singles und EPs
| Jahr         | Titel Album                    | Höchstplatzierung, Gesamtwochen, AuszeichnungChartsChartplatzierungen (Jahr, Titel, Album, Platzierungen, Wochen, Auszeichnungen, Anmerkungen) | Anmerkungen              |
| Jahr         | Titel Album                    | UK | Anmerkungen              |
| ------------ | ------------------------------ | --- | ------------------------ |
| als Trinity  |                                | |                          |
|              |                                | |                          |
| 1996         | X-Files                        | UK96 (1 Wo.)UK |                          |
| als Dillinja |                                | |                          |
|              |                                | |                          |
| 2000         | Nasty Ways                     | UK93 (1 Wo.)UK |                          |
| 2002         | Twist ’Em Out                  | UK50 (2 Wo.)UK | B-Seite: Kids Stuff      |
| 2002         | Live Or Die                    | UK53 (2 Wo.)UK | B-Seite: South Manz      |
| 2003         | This Is A Warning              | UK47 (2 Wo.)UK | B-Seite: Super DJ        |
| 2003         | Twist ’Em Out                  | UK35 (3 Wo.)UK | feat. Skibadee           |
| 2003         | Fast Car                       | UK56 (2 Wo.)UK |                          |
| 2004         | All The Things                 | UK71 (2 Wo.)UK | B-Seite: Forsaken Dreams |
| 2004         | In The Grind                   | UK71 (2 Wo.)UK | B-Seite: Acid Talk       |
| 2005         | Thugged Out Bitch Big Bad Bass | UK54 (2 Wo.)UK | B-Seite: Rainforest      |
| als Capone   |                                | |                          |
|              |                                | |                          |
| 2003         | Whirlwind                      | UK83 (2 Wo.)UK | B-Seite: Snoot           |
| 2003         | Tudor Rose Remix               | UK79 (1 Wo.)UK | B-Seite: Fusion          |
| 2004         | Soldier                        | UK98 (1 Wo.)UK | B-Seite: Massive         |
| 2004         | Just Relax                     | UK84 (1 Wo.)UK | B-Seite: Neck Back       |

Weitere Singles und EPs

als Dillinja
- 1993: Dillinja E.P
- 1994: Deadly Deep Subs / Calculus Beats
- 1994: South Side (Riffin Mix) / Stompers Delight
- 1994: You Don't Know / Warrior
- 1995: Deadly Deep Subs (Remix) / Perfect Match
- 1995: Tear Down (Da Whole Place) / Believe The Bass
- 1995: The Angels Fell / Ja Know Ya Big / Brutal Bass
- 1997: Chronic 13
- 1998: So Damn Tuff / Vicious
- 1998: Total Recall / Test Time
- 1998: Tronik Funk / Thugs
- 2003: Cat On The Fence / Embroidered Kerchief
- 2006: Who You EP
- 2007: Diggin’ in ya Crates EP
- 2008: Grimey (Clipz Remix) (V Recordings)
- 2008: Soul Control / Unexplored Terrain (V Recordings)
- 2009: Shiners / Love Child (Valve Recordings)

als Cypotron
- 1996: Threshold / Got To

als Capone
- 1999: Tudor Rose / Submerge